# Lea (mått)
Lea är ett äldre brittiskt garnmått.
För bommulsgarn motsvarar 1 lea 200 yards = 80 threads = 1/7 hank vilket är 109,727 meter.
För linnegarn motsvarar 1 lea 300 yards = 274,317 meter.